# 贫肋小拟日月贝
贫肋小拟日月贝（学名：Propeamussium pauciliratum），是莺蛤目光芒海扇蛤科拟日月贝属的一种。主要分布于中国大陆，常栖息在潮下带、水深60－88米。